# Eucirroedia brunneo-ochracea
Eucirroedia brunneo-ochracea là một loài bướm đêm trong họ Noctuidae.